# Ladies versus Butlers!
Ladies versus Butlers! (яп. れでぃ×ばと! Рэди x бато!) — лайт-новела Цукасы Кодзуки, иллюстрированная Муню. Всего к январю 2010 года вышло 10 томов. По ранобэ были также сделаны манга, Drama CD. C января 2010 года по телевидению Японии (канал AT-X и другие) транслируется поставленное по этому сюжету аниме. При этом интересно отметить, что и студия и многие члены творческого коллектива, включая режиссёра и дизайнера персонажей, те же, что и в аниме Kanokon.

## Сюжет
Академия Хакурэйрё (白麗陵学院) была раньше школой для благородных девиц, где учились исключительно девочки из знатных семей. Они и сейчас составляют большинство в этой школе, однако несколько лет назад тут было открыто также отделение для служанок и дворецких (при этом, обучение по обычным школьным предметам происходит в совместных классах). Именно на это отделение и поступает главный герой, Хино Акихару. Но из-за его внешнего вида, а также по причине ряда недоразумений, произошедших с ним сразу по прибытии, большинство учениц принимает его за хулигана, извращенца и т. п. К счастью, в этой школе учится и его бывшая одноклассница, Сайкё Томоми, которая и разъясняет ситуацию. Правда, Акихару не слишком-то обрадован встрече с Томоми, поскольку от прежнего их знакомства у него остались не самые приятные впечатления…

## Персонажи

### Класс слуг
Акихару Хино (яп. 日野 秋晴 Хино Акихару) — Ученик отделения для слуг, класс 1-C. Рост 175 см, вес 59 кг. Внешне производит впечатление хулигана, взлохмаченные волосы, серьги в ухе. Но по характеру человек вполне мирный, а в отношении с женщинами даже застенчивый. Поначалу вызывает у большинства учениц настороженное отношение, и даже страх (что неудивительно, ибо в первый же день стал причиной как минимум трёх пикантных ситуаций), но постепенно, по мере развития событий, это отношение меняется. Слаб в отношении алкоголя — может опьянеть даже от нескольких конфет с коньячной начинкой или одного стаканчика сакэ.
Сэйю: Кадзуюки Окицу
Каори Даити (яп. 大地 薫 Даити Каори) — Ученик(-ца) отделения для слуг, класс 1-C. Рост 157 см, вес 39 кг. Соседка по комнате Акихару. Будучи девочкой, поступила в академию Хакурэйрё под видом мальчика. К Акихару поначалу относилась настороженно и старалась его избегать (как, впрочем, и остальных немногочисленных учеников мужского пола), но постепенно у неё проявился к нему интерес. Обычно носит бинты, чтобы скрыть свои груди. Впрочем, скрывать там особо и нечего; её груди настолько маленькие, что Акихару, даже увидев её голой, не понял, что это девочка. У неё отличная физическая подготовка, есть чёрный пояс по дзюдо, также сильна в готовке.
Сэйю: Риэ Кугимия
Санаэ Сикикагами (яп. 四季鏡 早苗 Сикикагами Санаэ) — Ученица отделения для слуг, класс 1-A. Рост 164 см, «три размера» 91-62-88. До окончания средней школы училась со старшей сестрой на отделении господ, но потом, из-за финансовых трудностей в семье, была вынуждена перевестись на отделение слуг. Но быть служанкой — явно не её призвание. Она крайне неуклюжа, постоянно спотыкается, всё роняет и т. п. Тем не менее, она стремится стать отличной служанкой и получить хорошую работу, чтобы помочь восстановить дела в семье.
Сэйю: Ами Косимидзу

### Класс господ
Мимина Осава (яп. 桜沢 みみな О:сава Мимина) — Ученица отделения для господ, класс 2-A, рост 138 см. По причине слабого здоровья ей пришлось пропустить несколько лет, и она сейчас учится в школе, хотя ей уже 19 лет. Однако внешне она выглядит, как младшая школьница. У неё особый талант к рисованию, её рисунки даже публикуются в журналах. Рисовать она любит, однако, после того, как её творчество стало высоко цениться, она стала испытывать некоторую напряжённость в выборе тем для рисования. Иногда Хино называет её "мини-сэмпай"
Сэйю: Рина Хидака
Селения Йори Флеймхарт (яп. セルニア＝伊織＝フレイムハート Сэруниа Иори Фурэймуха:то) — Ученица отделения для господ, класс 1-C, рост 168 см, «три размера» — 88-60-87. Наполовину японка, наполовину англичанка. Родом из знатной семьи, и сама ведёт себя, как леди. Примечательной особенностью её внешности является огромные витые косы, которые Акихару называет «свёрлами» («дориру», от англ. drill), а её саму - "дрелью". Её успеваемость отличная, хотя она и уступает в этом отношении Томоми. Во многих недоразумениях и первоначальном отрицательном отношении девушек Хино обязан ей. Сама Селения больше всех невзлюбила Хино, но постепенно узнав его хорошие стороны, её неприязнь меняется на другое чувство.
Сэйю: Маи Накахара
Томоми Сайкё (яп. 彩京 朋美 Сайкё: Томоми) — Ученица отделения для господ, класс 1-C, рост 162 см, «три размера» — 80-57-81. Знает Акихару ещё с детства, когда они учились в одном классе. При этом воспоминания об этом знакомстве у Акихары не самые приятные. Сама Томоми по характеру была «заводилой» среди прочих школьников. После того, как мать второй раз вышла замуж, Томоми сменила фамилию и переехала, и позже поступила в школу Хакурэйрё. Её характер описывается, как «коварный» (腹黒い), хотя, строго говоря, человек она не злой, просто любит вовлекать других, в частности, Акихару, в различные неловкие ситуации.
Сэйю: Аяко Кавасуми
Айсэ Хадим (яп. アイシェ ハディム Айсэ Хадиму) — Ученица отделения для господ, класс 2-A, рост 159 см, «три размера» 78-52-76. Приехала из некоей страны Среднего Востока. Происходит из очень богатой семьи, ревностно придерживающейся своих религиозных и семейных обычаев. Когда Акихару случайно увидел её переодевающейся, она стала настаивать, что, согласно их религии (в аниме — согласно обычаям семьи) он должен на ней жениться. И даже когда брак удалось предотвратить, она продолжала искренне желать этого брака. Почти не говорит, а если и произносит что-то, то делает это шёпотом.
Сэйю: Кана Ханадзава
Хэдиэ (яп. ヘディエ Хэдиэ) — Ученица отделения для господ, класс 2-A, рост 165 см, «три размера» 83-56-79. Слуга и охранница Хадим, обычно всегда находится рядом с ней. Когда Акихару увидел наготу её госпожи, была готова его убить, но Хадим её остановила. Ей самой идея брака Хадим и Акихару была совсем не по душе, и потому, даже исполняя волю госпожи, она при этом не скрывала своего презрения к Акихару. Впрочем, с презрением она относится практически ко всем, за исключением Хадим.
Сэйю: Харука Томацу
Пина Сформклан Эстор (яп. ピナ スフォルムクラン エストー Пина Суфорумукуран Эсуто:) — Ученица класса 3-B, рост 143 см. Прибыла из островной страны «Сфору» в Северной Европе, где она является принцессой. У неё светлые волосы с двумя косичками, на голове корона. Она отаку, увлечённая аниме, мангой и т. п. В их стране, где, по причине холодной погоды, жители значительную часть времени проводят дома, аниме весьма популярно, и его трансляция поддерживается на государственном уровне. Поэтому Пина прибыла в Японию не только из личного интереса, но и ради пользы государству. Особенно ей нравится аниме в стиле махо-сёдзё про «Magical Diva», так что она даже старается организовать косплей на основе его персонажей.
Сэйю: Маи Гото

## Медиа

### Манга
Адаптация манги группы иллюстраторов Нэкоясики-Нэкомару была опубликована в журнале ASCII Media Works от издательства Dengeki Moeoh в период с июня 2008 года по декабрь 2008 года. 18 декабря 2009 года был выпущен единый том под издательством ASCII Media Works в журнале «Dengeki Comics».

### Аниме
С января 2010 года по телевидению Японии (канал AT-X и другие) транслировалось аниме. При этом интересно отметить, что и студия и многие члены творческого коллектива, включая режиссёра и дизайнера персонажей, те же, что и в аниме Kanokon. Шесть коротких бонусов включены с дисками Blu-ray. Аниме было лицензировано компанией Media Blasters в США и Северной Америке, которая выпустила его на Blu-ray и DVD 3 ноября 2015 года. Премьера серии состоялась на канале Toku в Соединенных Штатах в январе 2016 года.

### Радиопостановка
8 сентября 2009 года ASCII Media Works выпустила часовой драматический компакт-диск, основанный на романах. В комплекте с драматическим диском был помещен буклет с материалом, написанным Цукаса Кузуки и иллюстрированный Мунью, листовка с описанием персонажей, небольшая коллекция, черновые наброски и набор открыток. На диске представлены три эпизода, второй из которых - оригинальная история для драматического диска. Голосовой состав драматического CD такой же, как и в аниме.

## Примечание
1. ↑  れでぃ×ばと! (1). en:Ladies versus Butlers! (1) (яп.). ASCII Media Works. Дата обращения: 8 февраля 2013. Архивировано 8 марта 2013 года.
2. ↑  Ladies Versus Butlers Blu-ray. Right Stuf Inc.. Дата обращения: 24 октября 2015. Архивировано 21 октября 2015 года.
3. ↑  Ladies Versus Butlers Complete Collection DVD. Right Stuf Inc.. Дата обращения: 24 октября 2015. Архивировано 25 октября 2015 года.
4. ↑  「れでぃ×ばと!」ドラマCD (неопр.). Amazon.co.jp. Дата обращения: 1 декабря 2009.